# Leicester (villa)
Leicester es una villa ubicada en el condado de Livingston en el estado estadounidense de Nueva York. En el año 2000 tenía una población de 469 habitantes y una densidad poblacional de 509 personas por km².

## Geografía
Leicester se encuentra ubicada en las coordenadas 42°46′17″N 77°53′45″O / 42.77139, -77.89583.

## Demografía
Según la Oficina del Censo en 2000 los ingresos medios por hogar en la localidad eran de $43,750, y los ingresos medios por familia eran $55,357. Los hombres tenían unos ingresos medios de $33,750 frente a los $27,386 para las mujeres. La renta per cápita para la localidad era de $18,752. Alrededor del 13.1% de la población estaban por debajo del umbral de pobreza.